# Stadio Iriarte e Luzuriaga
Lo Stadio Iriarte e Luzuriaga (in spagnolo Estadio Iriarte y Luzuriaga) è stato uno stadio calcistico di Buenos Aires, in Argentina; aveva una capacità massima di 36 000 spettatori (altre fonti indicano 50 000). Come la maggior parte degli stadi dell'epoca, prendeva il suo nome dalle vie in cui era situato.

## Storia
Il terreno fu affittato dallo Sportivo Barracas nel 1917, e lo stadio fu inaugurato nel 1920. L'impianto era di dimensioni considerevoli: visto che era il più grande e il più capiente d'Argentina all'epoca, vi si giocarono numerosi incontri internazionali e alcuni dei più rilevanti a livello nazionale. Il 25 maggio 1920 si giocò la prima partita, che vide contrapporsi Boca Juniors e Nacional Montevideo; all'inaugurazione ufficiale dello stadio, tuttavia, si procedette l'11 giugno dello stesso anno, con un torneo tra Sportivo Barracas, Newell's Old Boys e Tiro Federal. Lo stadio ospitò poi il Campeonato Sudamericano de Football 1921, essendo unica sede delle 6 gare di quella competizione. Tornò a ospitare un'edizione del torneo durante Argentina 1925. Nel corso degli anni 1920 la struttura ospitò vari altri incontri di rilievo, tra cui alcuni disputati nell'ambito di tournée sudamericane di club europei come il Genoa o il Real Madrid. Altri episodi importanti che ebbero luogo nello stadio furono il gol olimpico (ovvero segnato direttamente da calcio d'angolo) di Cesáreo Onzari del 2 ottobre 1924 e gli spareggi durante la Copa Campeonato 1925, la Primera División 1927 e la Copa Campeonato 1931. Lo stadio fu in seguito demolito, anche perché lo Sportivo Barracas cessò di partecipare ai tornei calcistici nel 1936.